# Nakazawa Hiromitsu
Nakazawa Hiromitsu (japanisch 中澤 弘光; geboren 4. August 1874 in Tokio; gestorben 8. September 1964) war ein japanischer Maler und Grafiker der Yōga-Richtung während der Taishō- und Shōwa-Zeit.

## Leben und Werk
Hiromitsu Nakazawa war Sohn eines Samurai des Sadowara-han (佐土原藩) in der Präfektur Miyazaki. Ab 1887 studierte er Malerei im westlichen Stil unter Soyama Sachihiko (曽山 幸彦; 1860–1892). Nach dessen Tod bildete er sich unter Horie Masaaki (堀江 正章; 1852–1932) weiter. Ab 1896 besuchte er die Tōkyō Bijutsu Gakkō (東京美術学校), die Vorläufereinrichtung der heutigen Tōkyō Geijutsu Daigaku, studierte unter Kuroda Seiki und schloss 1900 seine Ausbildung ab. Auf der 1. Kunstausstellung des Kulturministeriums (文部省美術展覧会 Mombusho Bijutsu Tenrankai), abgekürzt „Bunten“, im Jahr 1907 erhielt er für sein Gemälde „Sommer“ einen Preis. 1922 hielt er sich für ein Jahr in Europa auf.
Nakazawa stellte weiterhin auf der Bunten und den Nachfolgeeinrichtungen aus. Er schuf Gemälde, Aquarelle und Farbholzschnitte, illustrierte Bücher und schuf auch Bucheinbände. Zusammen mit Ishikawa Toraji, Nakagawa Hachirō (1877–1922) und Yasuda Minoru veröffentlichte er 1917 eine Mappe mit Holzschnitten unter dem Titel „New Territory Souvenirs“.
Der Künstler war Mitglied der Japanische Akademie der Künste. Er wurde 1957 als Person mit besonderen kulturellen Verdiensten ausgezeichnet.

## Bilder

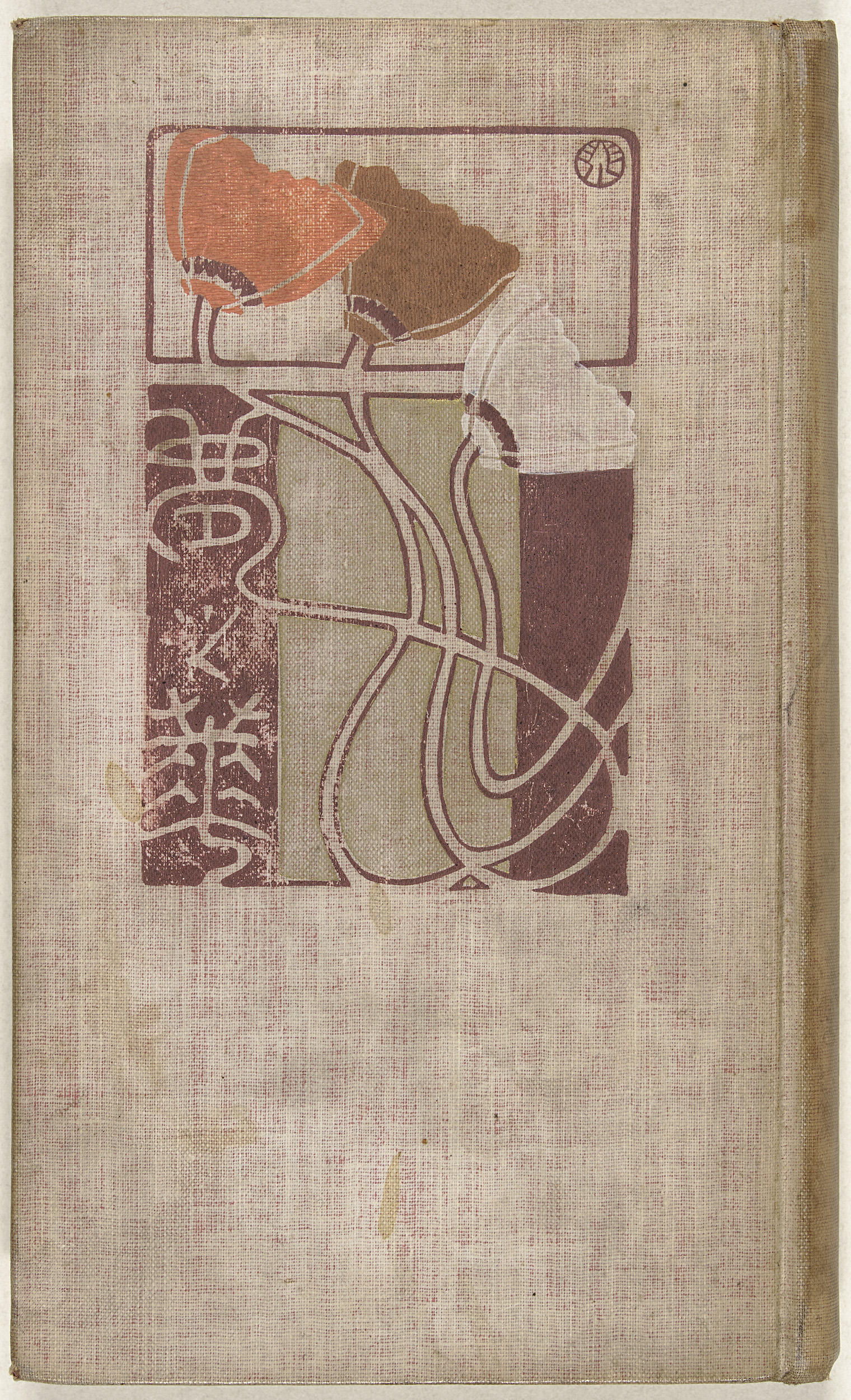
Bucheinband
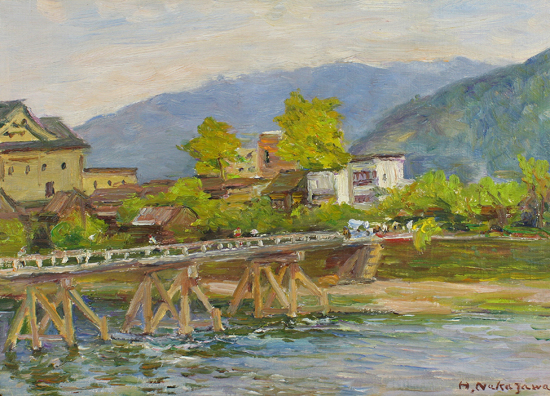
Landschaft
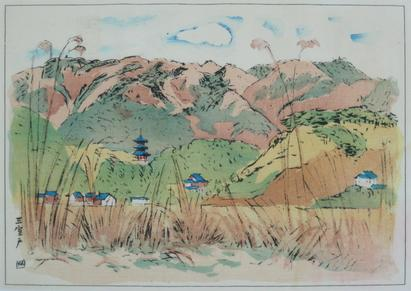
Mimuroto-ji
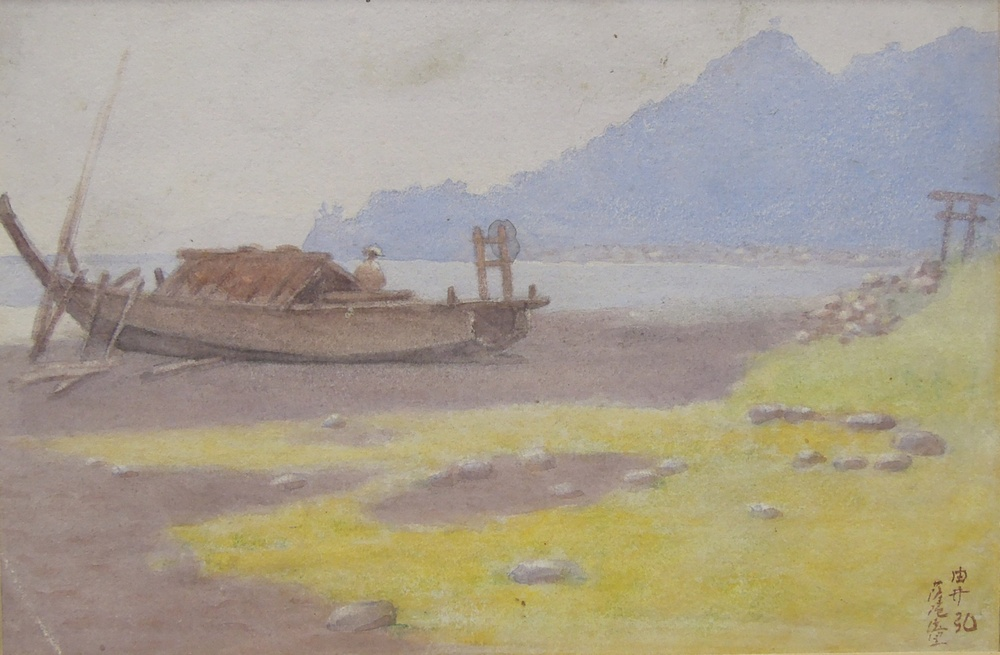
Am Strand von Yui
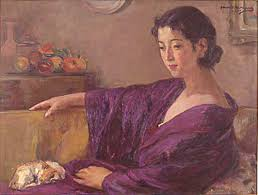
Purpur
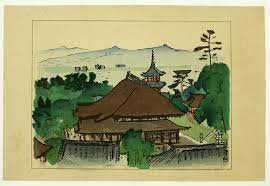
Kiyomizu-dera
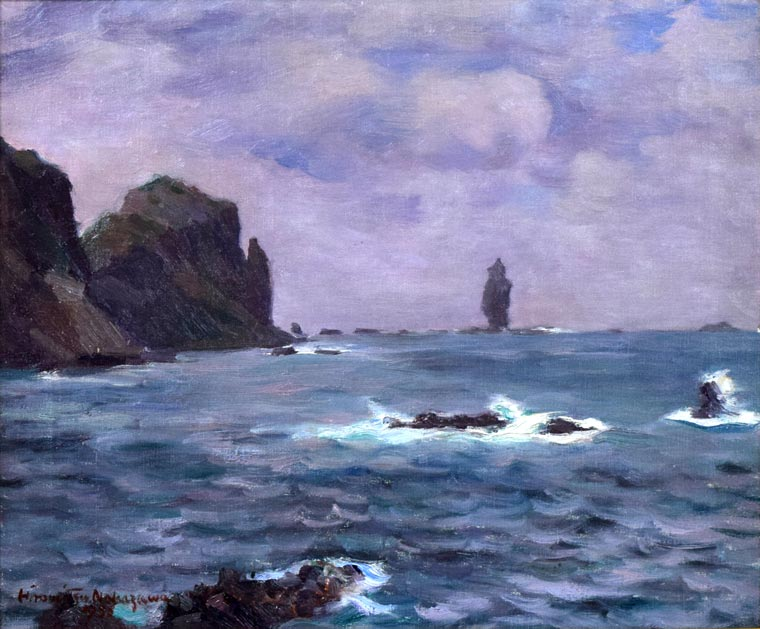
Kamuimisaki